# Dichapetalum hirtellum
Dichapetalum hirtellum är en tvåhjärtbladig växtart som först beskrevs av Louis René Tulasne, och fick sitt nu gällande namn av Adolf Engler. Dichapetalum hirtellum ingår i släktet Dichapetalum och familjen Dichapetalaceae. Inga underarter finns listade i Catalogue of Life.